# Эд, Эмиль
Эмиль Франсуа Дезире Эд (фр. Émile François Désiré Eudes; 12 сентября 1843, Ронсе — 5 августа 1888, Париж) — французский революционер, социалист-бланкист, участник Парижской Коммуны. Студент-медик, затем типографский служащий и журналист. Один из ближайших соратников Луи Огюста Бланки.

## Ранние годы
Эмиль Эд родился 12 сентября 1843 года в Ронсе на Ла-Манше. Он начал своё медицинское образование в Сен-Ло, а затем перебрался в Париж, чтобы специализироваться на фармакологии. Как убежденный республиканец, он отверг Вторую французскую империю Наполеона III. Как врач и человек науки, он придерживался материалистической философии и также был ярым антиклерикалом. Он стал ассоциироваться со «свободными мыслителями» — гуманистическим нерелигиозным движением, связанным с изгнанным Виктором Гюго. В 1866—1867 годах Эд был ответственным редактором атеистического издания La Pensée Libre («Свободная мысль»). Он также сотрудничал в ряде бланкистских изданий.
Кроме того, Эд некоторое время управлял прогрессивным книжным магазином и стал масоном. Вместе с другими вольнодумцами он вступил во французскую секцию Первого Интернационала. Однако Эда привлекала более радикальная идеология, чем гуманизм Гюго или мютюэлистическая доктрина последователей Пьера-Жозефа Прудона, преобладавших во французской секции Интернационала. Он присоединился к революционным социалистам-последователям заключенного в тюрьму ветерана революционной борьбы Луи Огюста Бланки. Среди его соратников были такие радикалы, как Эрнест Гранже, Гюстав Тридон, а также Анна и Виктор Жаклар. В 1865 году бланкистам удалось организовать побег Бланки из тюрьмы в Бельгию. Сам Эд активно участвовал в организации, созданной Бланки в 1868—1869.

## Парижская Коммуна
14 августа 1870 года Эд был одним из лидеров неудачного восстания бланкистов парижском квартале Ла-Вилетт на фоне бушевавшей франко-прусской войны. Эд, уже неоднократно подвергавшийся арестам, был схвачен и за участие в бланкистском выступлении приговорён к смертной казни. Однако 1 сентября Наполеон III проиграл битву при Седане и попал в плен, и 4 сентября в ходе Сентябрьской революции была провозглашена Третья республика. Эд был освобождён из тюрьмы революцией.
Во время осады Парижа прусскими войсками он стал командиром 138-го батальона Национальной гвардии и помог организовать оборону города. Он вошёл в Республиканский Центральный комитет двадцати округов, который координировал деятельность различных социалистических, анархистских и республиканских групп и готовил почву для Парижской Коммуны. Параллельно Эд был сотрудником газеты Бланки La Patrie en Danger («Отечество в опасности»).
Эд был категорически против мирных переговоров, предпринятых новым республиканским правительством Адольфа Тьера. 31 октября 1870 года он принял участие в неудачном восстании против правительства национальной обороны Тьера, однако захвачен не был. 18 марта он снова играл видную роль в восстании: приступил к делу, возглавив Национальную гвардию Бельвиля при оккупации мэрии. Он пытался, но безуспешно, убедить своих товарищей атаковать национальное правительство в Версале.
24 марта Центральный комитет Национальной гвардии назначил Эда военным комиссаром вместе с Эмилем-Виктором Дювалем и Полем Антуаном Брюнелем. 26 марта он был избран в Генеральный совет Парижской Коммуны. Он работал в Исполнительной и Военной комиссиях Коммуны. За усилия по защите Парижа ему было присвоено звание генерала. Однако наиболее заметным из этих усилий стало наступление Коммуны против версальского правительства 3—4 апреля 1871 года, когда Эд командовал одной из колонн в походе Национальной гвардии на Версаль. Впрочем, это наступление провалилось с катастрофой. С середины апреля Эд руководил обороной южного участка фронта под Парижем. В мае большинством голосов Коммуна проголосовала за создание Комитета общественной безопасности по образцу первой Французской революции; Эд стал одним из его членов.
Эд активно участвовал в схватках во время Кровавой недели (Semaine sanglante) 22-28 мая, которая ознаменовала последний бой Парижской Коммуны. Каким-то образом ему после падения Коммуны удалось избежать последовавших за этим жестоких репрессий (массовых арестов и казней). Он бежал сначала в Швейцарию, а затем в Великобританию. Тем временем французский военный трибунал заочно приговорил политического эмигранта к смертной казни.

## Последние годы
В Лондоне генерал Эд, как его называли, жил в бедности. Он принимал участие в жизни Первого Интернационала, входил в группу бланкистов, поддерживавших марксистов против бакунистов и реформистских лидеров тред-юнионов, однажды получил письмо от Карла Маркса. Всеобщая амнистия коммунарам в 1880 году позволила ему вернуться на родину, где он возобновил свою политическую деятельность. Он был близок к группе Э. Гранже, сотрудничал с бланкистским журналом Ni Dieu ni Maître («Ни бога, ни господина») и вместе с Эдуардом Вайяном основал L’Homme Libre («Свободный человек»). Стал одним из организаторов и руководителей бланкистского Центрального революционного комитета, основанного в 1881 году.
5 августа 1888 года у Эда, произносившего страстную речь на собрании в зале Фавье, произошло кровоизлияние в мозг из-за аневризмы, и он умер. Похоронен на кладбище Пер-Лашез. На его могиле установлен бюст.